# Bunny Lake
Bunny Lake war eine im Jahr 2004 gegründete Electropopband aus Österreich. Der Bandname bezieht sich auf den Film Noir Bunny Lake ist verschwunden (Bunny Lake Is Missing) des österreichischen Regisseurs Otto Preminger aus dem Jahr 1965. Die Band löste sich im Dezember 2012 auf.

## Bandgeschichte
Bunny Lake wurde 2004 vom Sänger Christian Fuchs und dem Musiker Dr. Nachtstrom gegründet. Davor war Christian Fuchs als Sänger und Songtexter in der Industrialrock-Band Fetish 69 und dem TripHop-Projekt Toxic Lounge tätig. Beide Bands veröffentlichten Alben auf mehreren Labels, darunter Nuclear Blast und Klein Records. Dr. Nachtstrom arbeitete davor als experimenteller Elektronik-Musiker und produzierte mehrere Alben auf dem Avantgarde-Label Mego.
Im selben Jahr kamen die Sängerin Suzy on the Rocks (Teresa Rotschopf) und der Bassist Christof Baumgartner in die Band. 2006 erschien das erste Studioalbum The Late Night Tapes, als Produzent fungierte der Wiener Electromusiker Gerhard Potuznik alias GD Luxxe. Das Album „vertont eine exzessive Partynacht, in der Euphorie nicht ohne den Kater danach zu haben ist“.
Das zweite Album The Church of Bunny Lake aus dem Jahr 2007 produzierte Christopher Just. Es „fusioniert elektronische Tanzmusik geschickt mit der Energie des Rock 'n' Roll“. Vor allem der darauf enthaltene Remix von Disco Demons findet große Beachtung und landet in den Playlists bekannter DJs der internationalen Club-Szene wie Ivan Smagghe, Mylo und Laurent Garnier.
Ein musikalischer Richtungswechsel kündigte sich mit der Ende 2008 erschienenen Single Into the Future an. Bei den Amadeus Austrian Music Awards 2009 gewannen sie in der Kategorie „Electronic/Dance“. Darauf folgte ein Plattenvertrag bei Universal Music und die Veröffentlichung der Downloadsingle 1994. 2010 erschien das Album The Beautiful Fall, das die Gruppe auch mit einer ausgedehnten Live-Tournee präsentierte. Nach der Veröffentlichung des Albums The Sound of Sehnsucht 2012 erklärte die Band ihre Auflösung. Das letzte Konzert fand am 22. Dezember 2012 im WUK in Wien statt.

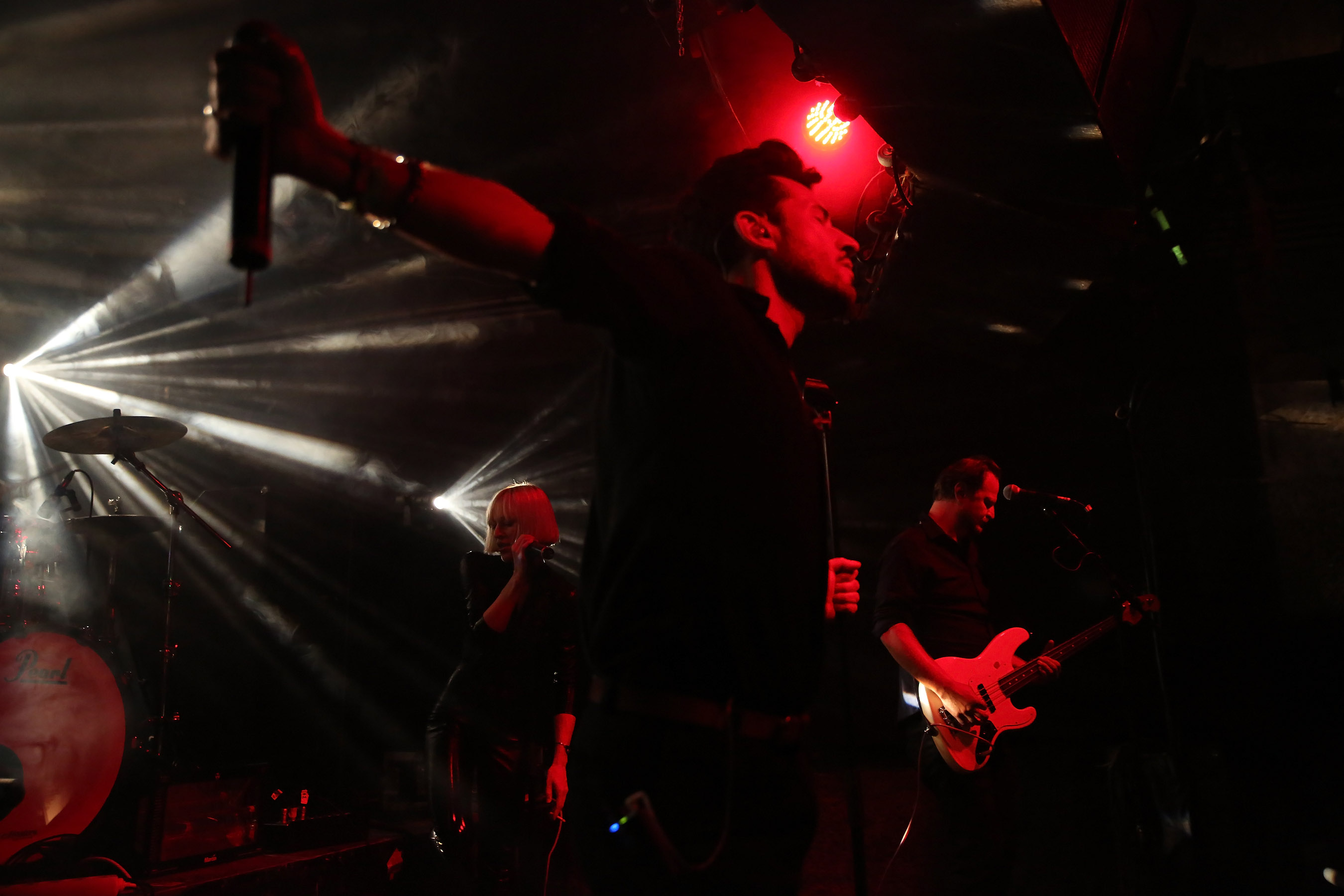
Bunny Lake (Waves Vienna 2012)
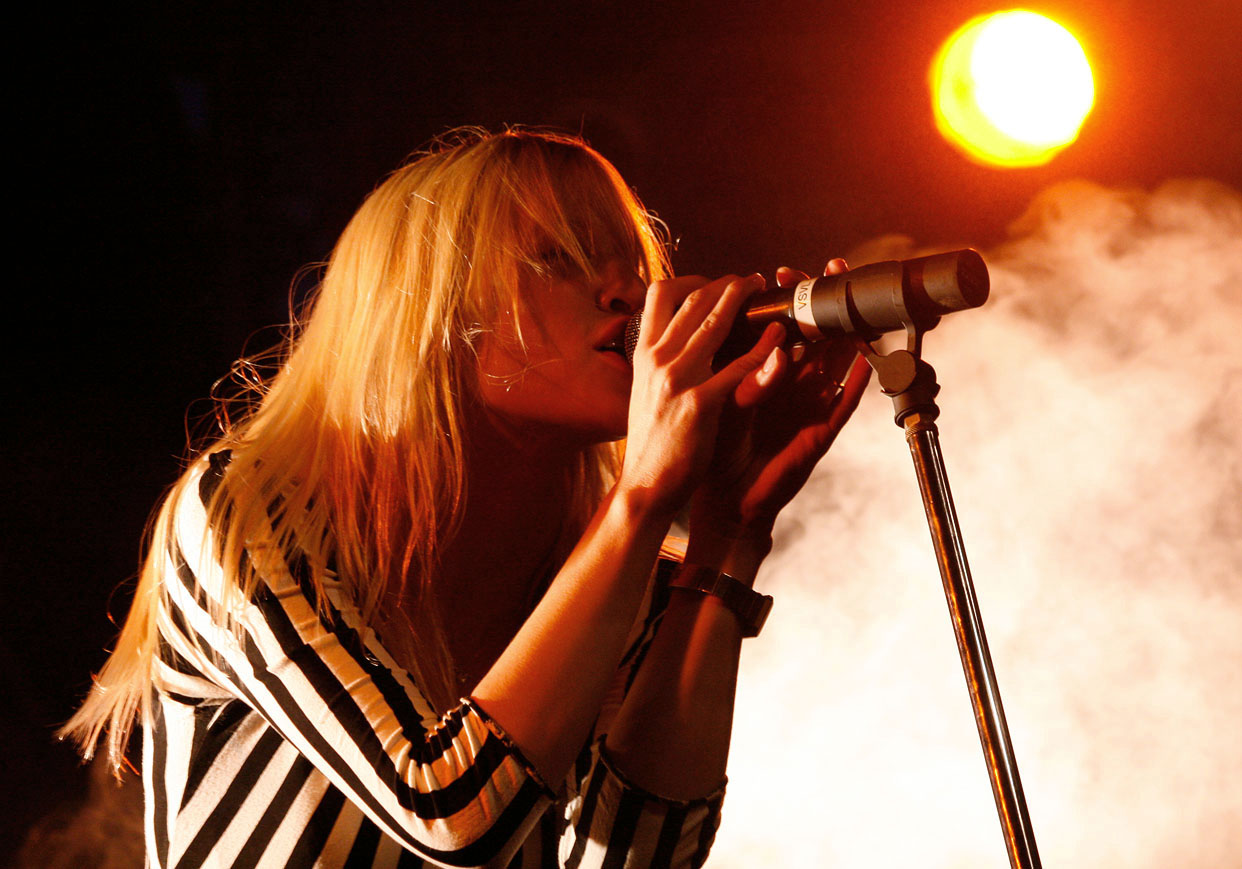
Suzy on the Rocks (Donaukanaltreiben 2010)
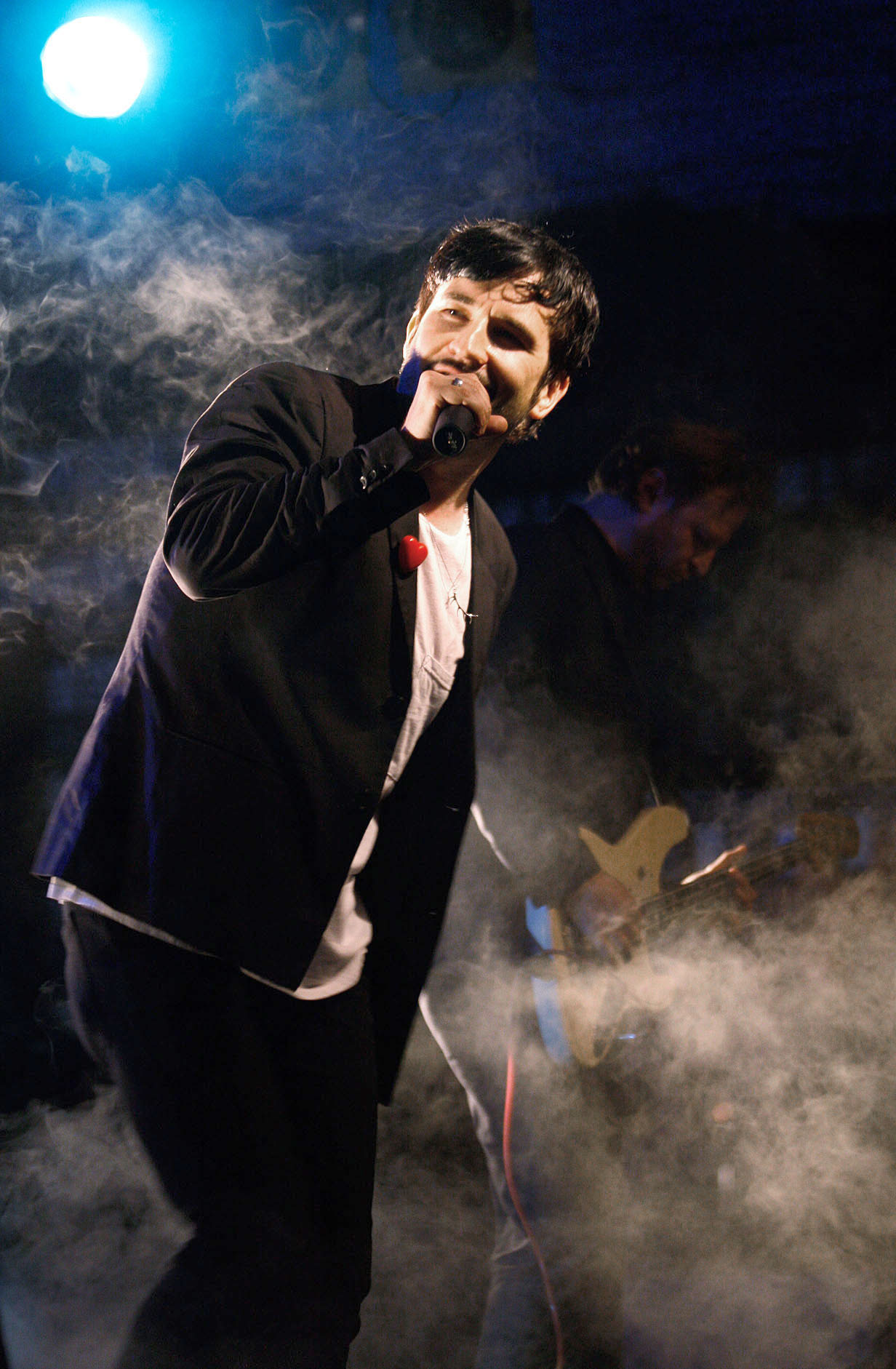
Christian Fuchs (Donaukanaltreiben 2010)
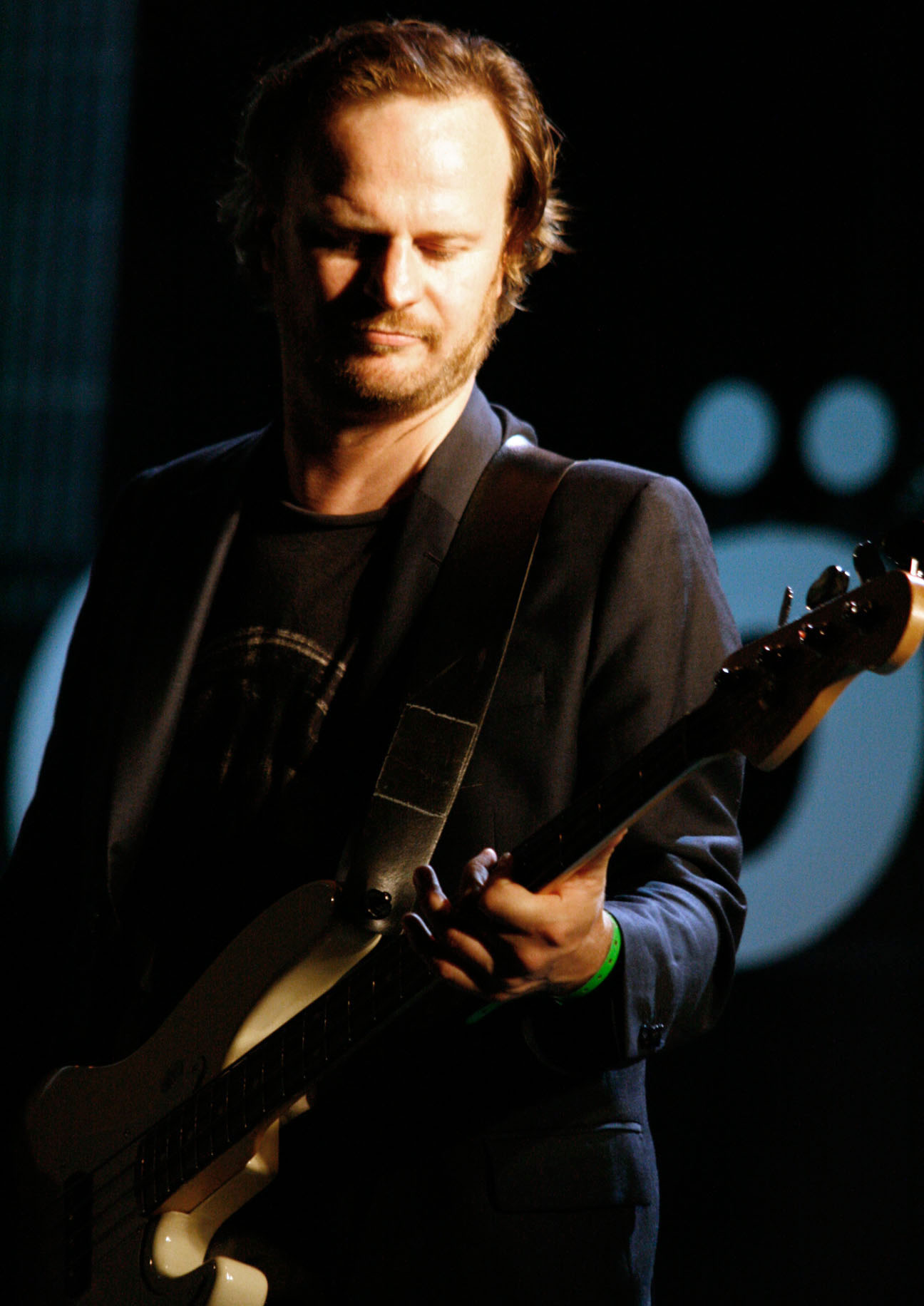
Christof Baumgartner (Donauinselfest 2010)

## Diskografie

### Alben
- The Late Night Tapes (Angelika Köhlermann/Monkey Music, 2006)
- The Church of Bunny Lake (Klein Records, 2007)
- The Beautiful Fall (Universal Music, 2010)
- The Sound of Sehnsucht  (Universal Music, 2012)

### EPs und Maxisingles
- Disco Demons EP (mit Remixen von DJ Glow, Christopher Just) (Klein Records, 2006)
- Strobe Love EP (mit Remixen von Shinichi Osawa, DJ Sandrinho, Christopher Just) (Klein Records, 2007)
- Into the Future EP (mit Remixen von Tronik Youth, The Aston Shuffle, Zombie Disco Squad) (Klein Records, 2009)
- 1994 (Universal Music, 2010)

## Sonstiges

### Visuals
Die Musik von Bunny Lake hat nach eigener Aussage einen starken Bezug zum Film und ist wesentlich davon beeinflusst, besonders von Film Noir und Horrorfilmen. Zum Konzept gehören daher bei Auftritten aufwändig geschnittene Visuals des Live-Mitgliedes Leonardo, die den imaginativen, filmhaften Charakter der Songs betonen.

### Videos
- All That Sex (Regie: Suk & Koch, 2006)
- Strobe Love (Regie: Christian Fuchs, Michael Loizenbauer, 2007)
- Twisted Forever (Regie: Edwin Brienen, 2007)
- Into the Future (Regie: Mirjam Unger, 2008)
- 1994 (Regie: John Majors Daughters/London)
- Army of Lovers (Regie: Irina Gavrich)

### Songs
- Den Clubhit Disco Demons nahmen Christian Fuchs und Suzy On The Rocks für die Compilation Poptastic Conversation China (u. a. mit Wir sind Helden, Die Ärzte und Die Sterne) noch einmal auf Chinesisch auf – in Zusammenarbeit mit DJ und China-Pop-Spezialistin Pinie Wang.
- Disco Demons findet sich auch auf dem Soundtrack des österreichischen Horrorfilms In 3 Tagen bist du tot 2 von Andreas Prochaska, der 2008 in den Kinos anlief und dessen Prequel mehrere Preise erhielt.
- Der Song She’s on the Run unterlegt den türkischen TV-Werbespot der Eiscreme „Magnum“. Als Hauptdarsteller agiert in dem Clip Josh Holloway, der ganzen Welt bekannt als Sawyer aus der erfolgreichen Fernsehserie Lost.
- Einige Songs, unter anderem Got the Fever, wurde im ORF-Zweiteiler Vermisst, Alexandra Walch, 17 verwendet.